# Barathronus bicolor
Barathronus bicolor är en fiskart som beskrevs av Goode och Bean, 1886. Barathronus bicolor ingår i släktet Barathronus och familjen Aphyonidae. Inga underarter finns listade.

## Bildgalleri

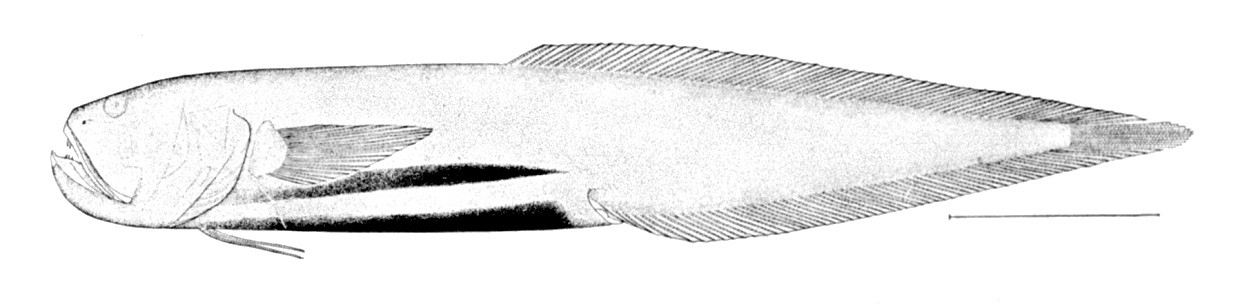